# Ferdinand Coly
Pour les articles homonymes, voir Coly.
Ferdinand Coly est un ancien joueur de football international sénégalais et français né le 10 septembre 1973 à Dakar. Il est désormais agriculteur.
Il est le premier joueur qui a fait suspendre un club dont des supporters avaient proféré de cris de singes à caractère raciste dans les tribunes.
Il évolue au poste de défenseur. Après une grande carrière en France, il est parti en Angleterre puis en Italie. Il a été l'un des joueurs emblématique de l'épopée jusqu'en finale de la coupe d'Afrique des nations en 2002 du Sénégal et de la participation au mondial au Japon en 2002. Il totalise 28 sélections (0 but) en équipe nationale sénégalaise.

## Carrière

### Enfance
Ferdinand Coly né de parents originaires de la ville de Bignona. Son père, Quentin Coly, militaire et casque bleu, décède alors qu'il n'a que sept ans et sa mère Rose Badji tombe malade juste après le décès de son mari. Alors qu'il n'a que neuf ans, il est recueilli par Bernard et Irène Poncet, un couple de français avec son frère cadet Jean-Sébastien, six ans. Il arrive en France et décroche à l'âge de dix-huit ans un baccalauréat comptabilité-gestion. Après ce diplôme en poche, il s'inscrit à l'université de Talence mais il arrête ses études pour commencer une carrière dans le football.

### Débuts auStade Poitevin
Formé dans le club de la ville de Poitiers, il participe aux rencontres de l'équipe évoluant alors en Division 2 lors de la saison 1995-1996, saison où le club est relégué en National. Lors de cette saison il est sélectionné en Equipe de France de D2 des moins de 23 ans. Remarqué par son talent comme défenseur, Châteauroux, évoluant en Division 2 lui propose un contrat qu'il accepte.

### Débuts professionnels
Lors de la saison 96-97, il reçoit la confiance de Victor Zvunka qui le propulse au poste de titulaire au LBC. Il joue trente-neuf matchs lors de cette saison et devient un élément de La Berrichonne. Le club monte en Division 1 et Coly joue son premier match en D1 lors de la 1re journée contre le Paris Saint-Germain, écopant même d'un carton jaune. Il marque son premier but en D1 le 15 août 1997 contre le FC Metz, il en marquera deux autres lors de cette saison. Le club est relégué en D2 mais Coly reste au club restant dans les plans de l'entraineur avec trente-trois matchs.

### RC Lens
Il est transféré en 1999 au Racing Club de Lens. Blessé au mois d'août alors qu'il joue en position de stoppeur, il est absent plus de 6 mois à la suite d'une lésion méniscale du genou droit mal diagnostiquée initialement. De retour en mars 2000, il ne peut participer à la Coupe d'Afrique des nations et ne joue que dix matchs avant d'obtenir une place de titulaire durant les saisons 2000/01 et 2001/02. Il dispute dix match en 2002/03 et est prêté au Birmingham City jusqu'à la fin de la saison, où il ne jouera qu'un match, contre Arsenal le 12 janvier 2003 match perdu 4-0. Il revient au  RC Lens mais ne joue qu'une dizaine de matchs et décide de partir.

### Fin de carrière en Italie
Il arrive au Pérouse Calcio en 2003 mais a du mal à se faire une place dans l'équipe ne jouant qu'à onze reprises. Le club descend en Serie B mais le joueur reste la plupart du temps sur le banc des remplaçants. La fin de saison 04/05 est marqué par la condamnation du Hellas Verona Football Club à un match à huis clos après des cris de singe adressés à Coly lors de la rencontre lorsqu'il touchait le ballon.
Dès la saison achevée, Coly quitte le club pour Parme où après une saison d'adaptation difficile (huit matchs), il devient titulaire avec vingt-sept matchs de championnat en 06/07 ainsi que six match de Coupe Intertoto. Au début de la saison 2007/08, il est condamné à trois matchs de suspension après un coup de coude sur Cesare Natali que le geste était gratuit et intentionnel selon la Ligue des clubs professionnels italien.
Son contrat avec Parme n'est pas prolongé à la fin de la saison et il se retrouve sans club. Néanmoins il continue à jouer pour son pays, étant même superviseur.
Il devient coordinateur général au sein de l'Équipe nationale du Sénégal.
L’ancien footballeur sénégalais est désormais agriculteur. À M’bour, il a désormais son champ, et bientôt son élevage.